# Odynerus simplicipes
Odynerus simplicipes är en stekelart som beskrevs av Cameron 1905. Odynerus simplicipes ingår i släktet lergetingar, och familjen Eumenidae. Inga underarter finns listade i Catalogue of Life.